# Franz Samuel Wild
Franz Samuel Wild (* 7. September 1743 in Bern; † 26. April 1802 in Pully) war ein Schweizer Geologe und Mineraloge.
Wild stand von 1765 bis 1770 im Dienst Sardiniens. Von 1770 bis 1771 war er Unterbibliothekar von Bern. Ab 1771 arbeitete er als Salzkassier des Gouvernements Aigle und ab 1779 von Le Bévieux. 1784 wurde er Oberbergingenieur und 1789 Oberberghauptmann der Berner Salinen. 1784 wurde das Eisenbergwerk Küttigen unter seine Aufsicht gestellt.